# Ґлувчин-Товажиство
Ґлувчин-Товажиство (пол. Główczyn-Towarzystwo) — село в Польщі, у гміні Могельниця Груєцького повіту Мазовецького воєводства.
Населення — 67 осіб (2011).
У 1975-1998 роках село належало до Радомського воєводства.

## Демографія
Демографічна структура станом на 31 березня 2011 року:
|          | Загалом | Допрацездатний вік | Працездатний вік | Постпрацездатний вік |
| -------- | ------- | ------------------ | ---------------- | -------------------- |
| Чоловіки | 35      | 7                  | 24               | 4                    |
| Жінки    | 32      | 4                  | 16               | 12                   |
| Разом    | 67      | 11                 | 40               | 16                   |